# Успение Богородично (Огняново)
Вижте пояснителната страница за други значения на Успение Богородично.
„Успение Богородично“ е българска възрожденска църква в неврокопското село Огняново (Фотовища), България, част от Неврокопската епархия на Българската православна църква. Обявена е за паметник на културата.

## История
Ферман за построяване на църква е получен в 1835 година от фотовищка делегация, водена от Илия Стойков, пристигнала за целта в Цариград и храмът е изграден още същата година в центъра на селото.
В запазения надпис пред входа на църквата се подчертава участието на всички жители със своя доброволен труд. Имената на ктиторите са отбелязани в специален възпоменателен надпис с дата 21 април 1835 година: „Тасю Каририн, Стойко поп Аню, Калкагли Георги, Коста Марко, Христо Никола, Тасю Костадин, Граматик Димитре, Тасю Никола, Костадин“. Във втория възпоменателен надпис са увековечени имената на „йеромонах Папаяно Диму, чорбаджи Георги Тошу, Стойку коджабашия“.
В 1850 година в двора на църквата е построено и открито първото училище във Фотовища.

## Архитектура
В архитектурно отношение представлява вкопана в земята трикорабна псевдобазилика, изградена от речни камъни. По-късно на западната част е пристроена камбанария. На втория етаж е разположена обширна емпория.
Във вътрешността иконостасът е таблен с изписана лозница, а върху подиконните табла има сцени от Шестоднева. Царските и апостолските икони над таблата са от 1863 година. Колонадата, разделяща трите кораба, и северната стена са изписани в линеарен стил. Колоните са с декоративна украса и надпис на дарителите от 1841 година, а парапетът на женското отделение е боядисан в бяло. С високохудожествени качества е рисуваната и пластичната декорация на тавана с Христос Вседържител в централния кораб. Централната подова плоча е с традиционната сцена на двуглавия орел.
Част от иконите от 1836 година са на Димитър Молеров. Иконата на Свети Йоан Кръстител, рисувана за църквата от Молеров с темпера върху дърво, се съхранява в Музейния комплекс в Банско.
Венчилката е изпълнена с частична резба, а олтарните двери – с плитка резба, полихромирани и позлатени. Върху тях са разположени четири пана с образите на пророците Давид и Соломон, както и на архангел Гавриил и св. Богородица от сцената „Благовещение“. След освежаването на тях е останал част от надпис: „за спомен на душата“, който маркира традиционната дарителски практика в региона.
Стенописи покриват северната стена и колонадата. На северната стена са двете късни композиции: „Възнесение на св. Илия“ и „Архангел Михаил взема душата на богатия“, рисувани вероятно от същия художник, визуализирал стенописите в църквата на съседното село Лещен – Ст. Пандев.
Амвонът и проскинитарият са с изключително богата декорация от цветя и цветни букети. Архиерейският трон е дървен, боядисан в червено и с иконата на Христос Вседържител.